# Limé
 Limé  là một xã ở tỉnh Aisne, vùng Hauts-de-France thuộc miền bắc nước Pháp.